# 有元秀文
有元 秀文（ありもと ひでふみ、1949年 - ）は、日本の教育学者である。
山口県立岩国高等学校卒業。早稲田大学教育学部国語国文学科卒業国語科教諭、文化庁文化部国語課国語調査官、国立教育研究所教科教育研究部主任研究官、国立教育政策研究所教育課程センター総括研究官などを務めた。アナウンサーの上柳昌彦は教え子。
2014年11月、『まともな日本語を教えない勘違いだらけの国語教育／なぜ、文科省の国語教育は主張する子どもを育てられないのか!?』（合同出版）が第14回日本文芸アカデミー大賞を受賞した。

## 著書
- 『「相互交流のコミュニケーション」が授業を変える』（2001年、明治図書出版、ISBN 4182563174）
- 『読書へのアニマシオン入門』（2002年、学習研究社、ISBN 4054014763）
- 『子どもが必ず本好きになる16の方法・実践アニマシオン』（2005年、合同出版、ISBN 4772603484）
- 『「国際的な読解力」を育てるための「相互交流のコミュニケーション」の授業改革』（2006年、渓水社、ISBN 4874409210）
- 『子どもが本好きになる七つの法則』（2008年、主婦の友社、ISBN 407261226X）
- 『必ず「PISA型読解力」が育つ七つの授業改革』（2008年、明治図書出版、ISBN 418321713X）
- 『PISA型読解力が絶対育つ授業実践事例集』（2008年、教育開発研究所、ISBN 4873805090）
- 『ネットいじめ・言葉の暴力克服の取り組み』（2008年、教育開発研究所、ISBN 4873809762）
- 『PISAに対応できる「国際的な読解力」を育てる新しい読書教育の方法－アニマシオンからブッククラブへ－』（2009年、少年写真新聞社）
- 『「PISA型読解力」の弱点を克服する「ブッククラブ」入門』（2009年、明治図書）
- 『教科書教材で出来るPISA型読解力の授業プラン集』（2009年、明治図書出版、ISBN 4183248167）
- 『言語力検定公式ガイド』（2009年、日本能率協会マネジメントセンター、ISBN 4820745654）
- 『新学習指導要領に沿ったPISA型読解力が必ず育つ10の鉄則』（2009年、明治図書出版、ISBN 4183393132）
- 『子どもの読解力がぐんぐんのびる! 戦争と平和の名作をクリティカルに読み解く』（2009年、合同出版）
- 『ブッククラブで楽しく学ぶクリティカル・リーディング入門国際化時代を生き抜く読書力がだれでも身につく』（2010年、ナカニシヤ）
- 『読解力が飛躍的に向上するブッククラブの実践入門―だれでも明日からできる七つのストラテジー―』（2010年、明治図書）
- 『ブッククラブ・メソッドで国語力が驚くほど伸びる』（2011年、合同出版）
- 『まともな日本語を教えない勘違いだらけの国語教育』（2012年、合同出版）
- 『図解 親と子で楽しむ ブッククラブ入門』（Kindle版、ASIN B06XFQ9ZVZ）
- 『手足がなくても強く生きた中村久子物語: しょうがいについて考えよう 読んで考えて話し合う力が育つ ブッククラブシリーズ1』（Kindle版、ASIN B01H6I88H0）
- 『ブッククラブ入門: 本が好きになり国語の力がどんどん育つ だれでも明日から授業で使えます』（Kindle版、ASIN B01AXQ246S）
- 『小学校教科書教材でできるブッククラブ・ガイド: 有名40教材で楽しく簡単に、読む力・考える力・話し合う力が育ちます』（Kindle版、ASIN B01B7GAEWY）
- 『中学・高校教科書教材ブッククラブ・ガイド: 中学・高校教科書の有名12教材』（Kindle版、ASIN B01BCU69AQ）
- 『Shameful Abe Mario: 100 Opinions Which Can Change Japan and the World』（Kindle版、ASIN B01NC2Q0YI）
- 『ありもとひでふみ日記1 やりたい放題の文科省を懲らしめ 軍国主義安倍政権を退陣させ あなたが幸せになるための18のステップ』（Kindle版、ASIN B01BIBLMCE）
- 『ありもとひでふみ日記2 戦争も原発もない日本を創ろう: 棄権は危険だ』（Kindle版、ASIN B01ENU0QXS）
- 『ありもとひでふみ日記3 棄権したら戦争にまっしぐら』（Kindle版、ASIN B01HIWNMQ6）
- 『ありもとひでふみ日記4 ブッククラブが日本を変える：アベ・マリオを倒せ』（Kindle版、ASIN B01MCTIU6O）
- 『ありもとひでふみ日記5 自民党と文科省が日本をだめにしている 愛の無血革命を起こせ』（Kindle版、ASIN B01N9LKDX0）
- 『ありもとひでふみ日記6 生涯一教師』（Kindle版、ASIN B06XYLKT8Y）
- 『古今の名句がよくわかる 俳句クラブを楽しもう』 (Kindle版、)
- 『ブッククラブ研究２０１７』 (Kindle版、)
- 『菜食パラダイス』 (Kindle版、)
- 『棄権したら戦争にまっしぐら』 (Kindle版、)
- 『ぶったるんだ野党を連携させ、若者の意識を変えれば平和憲法は守れま』す (Kindle版、)
- 『共謀罪で戦争が始まる　都民ファーストに騙されるな』 (Kindle版、)
- 『もう一度焼け野原に なりたいのか 希望新党は極右軍国主義政党だ』 (Kindle版、)
- 『国会を２０万人で 包囲しよう 野党は死んだ』 (Kindle版、)
- 『文部科学省は解体せよ』（2017年、扶桑社）
- 『学力をグングン伸ばす 親の「質問力」』（2018年、扶桑社）
- 『自民党と文科省解体の秒読みが始まった』 （Kindle版 、）
- 『ブッククラブ日記１ 読んで話せばこの世は天国　こうすればブッククラブがだれでもできる』(Kindle版、)
- 『史上最低最悪の 安倍内閣を倒す １４の方法』（Kindle版、)
- 『歪んだ家族が日本を滅ぼす』（ Kindle版、）
- 『養生訓入門』（Kindle版）
- 『読書して議論ができる子どもが必ず育つ　決定版　親と子のブッククラブ入門』(Amazon Kindle）
- 『２時間で読める　簡略版メンタル・ヘルスの知恵 Kindle版』()
- 『はじめての読書メソッド：本が苦手な子を本好きにする１７の方法』（合同出版）
- 『Book Club in Japan　Lesson Plans for　Reading, Discussing & Writing about English Picture Books　Hidefumi Arimoto 』（Amazon Services International, Inc.）
- 『ありもと　ひでふみ　自伝、自由奔放、１９４９－２０２１』（Amazon Services International, Inc.　)
- 『七輪草　学び合い劇場』 Kindle版
- 『本と映画とドラマのワンダーランド Kindle版』
- 『こうすれば怒りは抑えられる』
- 『ブッククラブ日記６　共同幻想論ほか』
- 『青春回帰』
- 『落語と浪曲で学ぶ眞子と圭、など』
- 『悲しい年の瀬に希望を持とう Kindle版』
- 『古事記、落語、島尾、聖子など Kindle版』
- 『読書メソッドで楽しむ特別支援の授業 Kindle版、ペーパーバック）』
- 『春夏秋冬 恋物語 Kindle版）』
- 『春夏秋冬 恋物語 ペーパーバック）』
- 『古事記と戦争、Kindle版、ペーパーバック』
- 『小説新宿高校物語 浦島太郎著、Kindle版、ペーパーバック』
- 『小説理想の学校物語、Kindle版、ペーパーバック』
- 『エゾ共和国の逆襲　アイヌは滅びない』

## 訳書
- T・E・ラファエル著『言語力を育てるブッククラブ ディスカッションを通した新たな指導法』（2012年、ミネルヴァ書房）